# Giacomo Signori
Giacomo Signori (1914-2005) fue un deportista italiano que compitió en natación, especialista en el estilo libre. Ganó dos medallas de bronce en el Campeonato Europeo de Natación de 1934.

## Palmarés internacional
| Campeonato Europeo | Campeonato Europeo    | Campeonato Europeo | Campeonato Europeo |
| Año                | Lugar                 | Medalla            | Prueba             |
| ------------------ | --------------------- | ------------------ | ------------------ |
| 1934               | Magdeburgo (Alemania) | Medalla de bronce  | 400 m libre        |
| 1934               | Magdeburgo (Alemania) | Medalla de bronce  | 4 × 200 m libre    |